# Mukar Cholponbayev
Mukar Shaltakovich Cholponbayev (em quirguiz:  Мукар Шалтакович Чолпонбаев; 29 de março de 1950 - 24 de maio de 2020) foi um político do Quirguistão.

## Vida
Cholponbayev nasceu em 29 de março de 1950 na região de Issyk-Kul, no Quirguistão. Ele formou-se na Universidade Nacional do Quirguistão em 1976. De 1984 a 1991, atuou como Chefe Adjunto do Departamento Jurídico do Conselho Supremo da RSS do Quirguistão e, posteriormente, foi promovido a Chefe do Departamento Jurídico.
Após o colapso da União Soviética, de 1991 a 1993, ele atuou como Chefe do Departamento de Justiça da Região de Chuy e Chefe do Departamento de Administração Presidencial. Mais tarde, ele serviu como Ministro da Justiça (1993–95),
</ref> e Presidente da Assembleia Legislativa do Quirguistão (1995–96).
Ele morreu em Bishkek no dia 24 de maio de 2020 após contrair COVID-19, durante a pandemia de COVID-19 no Quirguistão.